# Spargania satanica
Spargania satanica är en fjärilsart som beskrevs av Thierry-mieg 1894. Spargania satanica ingår i släktet Spargania och familjen mätare. Inga underarter finns listade i Catalogue of Life.